# Miasto duchów
Miasto duchów – amerykański thriller z 2002 roku.

## Główne role
- Matt Dillon - Jimmy
- James Caan - Marvin
- Natascha McElhone - Sophie
- Gérard Depardieu - Emile
- Kem Sereyvuth - Sok
- Stellan Skarsgård - Joseph Kaspar
- Rose Byrne - Sabrina
- Shawn Andrews - Robbie
- Chalee Sankhavesa - Sideth
- Christopher Curry - Larry Luckman
- Rob Campbell - Simon
- Bernard Merklen - Gerard
- Jack Shearer - Agent FBI Burden
- Kirk Fox - Agent FBI Philips

## Fabuła
Jimmy wraz z przybranym ojcem Marvinem dokonują przekrętów ubezpieczeniowych. Marvin pewnego dnia znika razem z pieniędzmi, które były przeznaczone dla ofiar huraganu. Jimmy podejmuje się odszukania go, ale nie może dać się złapać agentom FBI. Trop prowadzi do Kambodży.